# Нарка (Канзас)
Нарка (англ. Narka) — місто (англ. city) в США, в окрузі Ріпаблік штату Канзас. Населення — 81 особа (2020).

## Географія
Нарка розташована за координатами 39°57′36″ пн. ш. 97°25′37″ зх. д. / 39.96000° пн. ш. 97.42694° зх. д. (39.960004, -97.426900).  За даними Бюро перепису населення США в 2010 році місто мало площу 0,45 км², уся площа — суходіл. В 2017 році площа становила 0,41 км², уся площа — суходіл.

## Демографія
Згідно з переписом 2010 року, у місті мешкали 94 особи в 42 домогосподарствах у складі 25 родин. Густота населення становила 208 осіб/км².  Було 52 помешкання (115/км²).
Расовий склад населення:
| - 100,0 % — білих |

До двох чи більше рас належало 0,0 %. Частка іспаномовних становила 0,0 % від усіх жителів.
За віковим діапазоном населення розподілялося таким чином: 24,5 % — особи молодші 18 років, 64,9 % — особи у віці 18—64 років, 10,6 % — особи у віці 65 років та старші. Медіана віку мешканця становила 40,0 року. На 100 осіб жіночої статі у місті припадало 118,6 чоловіків;  на 100 жінок у віці від 18 років та старших — 129,0 чоловіків також старших 18 років.
Середній дохід на одне домашнє господарство  становив 45 018 доларів США (медіана — 25 000), а середній дохід на одну сім'ю — 51 481 долар (медіана — 33 214). Медіана доходів становила 38 594 долари для чоловіків та 22 321 долар для жінок. За межею бідності перебувало 16,8 % осіб, у тому числі 9,7 % дітей у віці до 18 років та 53,3 % осіб у віці 65 років та старших.
Цивільне працевлаштоване населення становило 63 особи. Основні галузі зайнятості: сільське господарство, лісництво, риболовля — 34,9 %, виробництво — 15,9 %, оптова торгівля — 12,7 %, будівництво — 9,5 %.